# Svilajnac
Svilajnac (izvirno srbsko Свилајнац) je mesto v Srbiji, ki je središče istoimenske občine; slednja pa je del Pomoravskega upravnega okraja.

## Demografija
V naselju živi 7431 polnoletnih prebivalcev, pri čemer je njihova povprečna starost 39,5 let (38,3 pri moških in 40,6 pri ženskah). Naselje ima 3141 gospodinjstev, pri čemer je povprečno število članov na gospodinjstvo 2,99.
To naselje je, glede na rezultate popisa iz leta 2002, večinoma srbsko.
| Etnična sestava po popisu iz leta 2002 | Etnična sestava po popisu iz leta 2002 | Etnična sestava po popisu iz leta 2002 | Etnična sestava po popisu iz leta 2002 | Etnična sestava po popisu iz leta 2002 |
| -------------------------------------- | -------------------------------------- | -------------------------------------- | -------------------------------------- | -------------------------------------- |
| Srbi                                   | Srbi                                   |                                        | 8.930                                  | 95,05%                                 |
| Romi                                   | Romi                                   |                                        | 182                                    | 1,93%                                  |
| Črnogorci                              | Črnogorci                              |                                        | 31                                     | 0,32%                                  |
| Hrvati                                 | Hrvati                                 |                                        | 29                                     | 0,30%                                  |
| Makedonci                              | Makedonci                              |                                        | 22                                     | 0,23%                                  |
| Jugoslovani                            | Jugoslovani                            |                                        | 14                                     | 0,14%                                  |
| Romuni                                 | Romuni                                 |                                        | 9                                      | 0,09%                                  |
| Vlahi                                  | Vlahi                                  |                                        | 5                                      | 0,05%                                  |
| Slovenci                               | Slovenci                               |                                        | 4                                      | 0,04%                                  |
| Bolgari                                | Bolgari                                |                                        | 3                                      | 0,03%                                  |
| Muslimani                              | Muslimani                              |                                        | 2                                      | 0,02%                                  |
| Ukrajinci                              | Ukrajinci                              |                                        | 1                                      | 0,01%                                  |
| Madžari                                | Madžari                                |                                        | 1                                      | 0,01%                                  |
| Albanci                                | Albanci                                |                                        | 1                                      | 0,01%                                  |
| Neznano                                | Neznano                                |                                        | 95                                     | 1,01%                                  |

|  |

| Demografija | Demografija     | Demografija     |
| Leto        | Št. prebivalcev | Št. prebivalcev |
| ----------- | --------------- | --------------- |
|             |                 |                 |
|             |                 |                 |
|             |                 |                 |
|             |                 |                 |
| 1948        | 5046            |                 |
| 1953        | 5049            |                 |
| 1961        | 5895            |                 |
| 1971        | 7762            |                 |
| 1981        | 9340            |                 |
| 1991        | 9622            | 8568            |
| 2002        | 10497           | 9395            |
|             |                 |                 |